# Literatura LGBT de Australia
La literatura LGBT de Australia es una tradición literaria diversa que refleja las experiencias e identidades de lesbianas, gays, bisexuales y personas transgénero en el país. A lo largo del tiempo, escritores de Australia han abordado temas relacionados con la sexualidad y el género, creando una narrativa inclusiva.

## Historia
La literatura LGBT en Australia ha experimentado un notable desarrollo a lo largo del tiempo, aunque su aparición y reconocimiento público se intensificaron en las últimas décadas del siglo XX y principios del siglo XXI.

### SigloXX
Los inicios de la literatura gay masculina en Australia se desarrollaron a través de una literatura discreta que contaba historias en las que la homosexualidad ocupaba niveles subtextuales, ya que hasta finales del siglo XX, la homosexualidad estaba prohibida en todas las colonias del Pacífico pertenecientes a Gran Bretaña. Sin embargo, las colonias penales australianas fomentaban la práctica, al igual que las instituciones como las escuelas, el ejército, los equipos deportivos universitarios y otras instituciones que contribuyeron a la formación de la nación.
Las primeras novelas abordaron temas como las escuelas públicas y el ejército. Algunas novelas australianas ahora son consideradas clásicos homosexuales. The Young Desire It (1937) de Kenneth Mackenzie es una historia sobre una escuela pública. El Sr. Penworth, un maestro recién llegado de Oxford, se enamora perdidamente del joven Charles y trata de seducirlo. Esta es una novela significativa por la manera en que revela las diferencias entre el sexo y el género. The Young Desire It ganó un premio australiano de la Medalla de Oro de la Sociedad Australiana de Literatura de 1937.
Además de los patios de escuelas y dormitorios institucionales, el ejército es un entorno que ha permitido una expresión limitada de vínculos homosexuales dentro de su sociedad homosocial. The Merry-Go-Round in the Sea (1965) de Randolph Stow da testimonio de esto. Al igual que en The Young Desire It, la alineación entre sexo y género se ve sacudida.
Las escuelas privadas y el ejército han continuado brindando oportunidades para explorar matices homosexuales dentro de instituciones exclusivamente masculinas. El relato The Dream (1962) de Hal Porter agrega resonancia colectiva a la situación que Mackenzie trató, mientras que también la sexualiza con tonos surrealistas.

#### Década de 1970
Antes de la década de 1970, la literatura LGBT fue ampliamente ignorada o silenciada debido a leyes y actitudes conservadoras. Con el surgimiento del movimiento de liberación LGBT en la década de 1970, hubo una mayor visibilidad y valentía en la expresión literaria. En 1973, la agrupación Sisters for Homophile Equality, comienza a publicar la revista Circle, primera publicación lésbica de Australia.

#### Década de 1980
En esta década, el brote del VIH/SIDA tuvo un profundo impacto en la comunidad LGBT, y la literatura reflejó las luchas y desafíos que enfrentaron las personas afectadas por este síndrome.
En 1982, dos años antes de que Nueva Gales del Sur despenalizara el sexo entre hombres, Wayne Harrison y Les McDonald abren The Bookshop Darlinghurst, la librería ícono de la comunidad LGBT y la más antigua de Australia. The Bookshop Darlinghurst se convirtió en un punto central de encuentro, proporcionando orientación y apoyo para quienes querían salir del clóset. Durante la crisis del VIH/sida, se volvió aún más importante al ser una fuente de información sobre el tema. Además, colaboró con eventos relevantes y allanó el camino para otros negocios LGBT en una época de discriminación y hostilidad.

#### Década de 1990
La década de 1990 marcó un aumento significativo en la producción de literatura LGBT en Australia. Escritores emergentes y establecidos comenzaron a explorar una amplia gama de identidades sexuales y de género, y sus obras reflejaron una mayor diversidad y representación en la comunidad LGBT. 
En 1990, se publica la novela premiada y adaptada al teatro Two Weeks with the Queen de Morris Gleitzman, sindo controvertida y pionera en torno a la homosexualidad y el VIH/sida.
En 1994, se publicó The Monkey's Mask de Dorothy Porter, una novela criminal en verso que narra la historia de un detective queer que se adentra en las peligrosas calles de Sydney. Esta obra ha sido adaptada para radio, televisión y cine, y también ha sido publicada en varios idiomas. Además, la autora ha sido galardonada con el premio The Age Book of the Year y el National Book Council Award por esta novela en verso.
La destacada Loaded de Christos Tsiolkas, publicada en 1995 y la autobiográfica Holding the Man de Timothy Conigrave, del mismo año, la cual narra la historia de amor y pérdida de dos hombres gay en medio de la crisis del SIDA en 1980.

### SigloXXI
La literatura LGBT en Australia ha experimentado un florecimiento en el siglo XXI, con una mayor inclusión de personajes y temas LGBT en diversas formas literarias. Tanto la literatura de ficción como la no ficción han sido fundamentales para dar voz a las experiencias y luchas de la comunidad LGBT.
En 2015, la literatura juvenil también abordó temas LGBT y diversidad, con numerosas novelas que exploran la interseccionalidad narrativa con la identidad sexual, raza, discapacidad y salud mental como Becoming Kirrali Lewis, Cloudwish, The Flywheel y The Foretelling of Georgie Spider.
La literatura sáfica se destaca en poesía con Heat and Light de Ellen van Neerven en 2014 y Lemons in the Chicken Wire de Alison Whittaker en 2016; y en novelas como Too Much Lip de Melissa Lucashenko en 2018.
En literatura de no ficción se destaca Growing Up Queer in Australia de 2019, una antología realizada por el periodista Benjamin Law.
En 2022 se destacan novelas masculinas LGBT como Son of Sin de Omar Sakr, Losing Face de George Haddad y My Heart Is A Little Wild Thing de Nigel Featherstone.